# تصوير الأوعية الرئوية المقطعي المحوسب

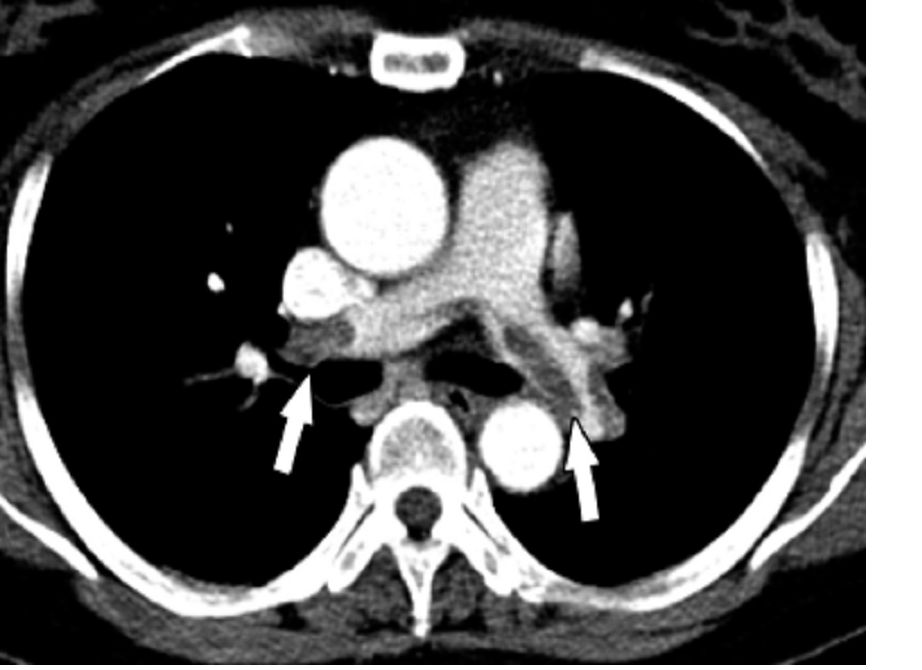
التصوير المقطعي الحلزوني للصدر (مع ودون عامل تباين) يُظهر عيوبًا متعددة في ملء الفروع الرئيسية، بسبب الانسداد الرئوي الحاد والمزمن.

تصوير الأوعية الرئوية المقطعي المحوسب (اختصارًا CTPA) هو اختبار تشخيصي طبي يعتمد على تصوير الأوعية الطبقي المبرمج للحصول على صورة للشرايين الرئوية. يُستخدم بشكل رئيسي في تشخيص الانصمام الرئوي. يعد الخيار المفضل للتصوير في تشخيص الانصمام الرئوي نظرًا لطبيعته الأقل بضعًا للمريض، إذ لايتطلب هذا الفحص سوى خط داخل وريدي.
تستطيع الماسحات الضوئية المقطعية المحوسبة الحديثة ذات الكاشفات المتعددة تقديم صور فائقة الدقة في غضون فترة زمنية قصيرة، إذ حل تصوير الأوعية الرئوية المقطعي المحوسب الآن محل طرق الاختبار السابقة، مثل تصوير الأوعية الرئوية المباشر، كمعيار ذهبي لتشخيص الانصمام الرئوي.
يتلقى المريض حقنة في الوريد لمادة تباين حاوية على اليود بنسبة كبيرة باستخدام مضخة حقن. تظهر الصور بحيث تكون أعلى كثافة لمادة التباين المظللة في الشرايين الرئوية. يمكن إجراء ذلك باستخدام تقنية تتبع البلعة.
يظهر تصوير الأوعية الرئوية المقطعي المحوسب العادي مادة التباين التي تملأ الأوعية الرئوية، وتظهر بلون أبيض ناصع. تبدو العيوب ضمن الكتلة (كالصمة) داكنة، ما يملأ/يسد المساحة التي يجب أن يتدفق فيها الدم إلى الرئتين.

## الاستخدام التشخيصي
طُور تصوير الأوعية الرئوية المقطعي المحوسب في تسعينيات القرن العشرين كبديل لمسح التهوية/التروية، والذي يعتمد على تصوير الأوعية الدموية في الرئة بالنويدات المشعة. يعتبر اختبارًا شديد الحساسية والنوعية للانصمام الرئوي.
عادةً ما يُطلب تصوير الأوعية الرئوية المقطعي المحوسب فقط في حالة الاشتباه السريري بحدوث انصمام رئوي. إذا اعتُبر احتمال الإصابة بالانصمام الرئوي منخفضًا، قد يُطلب فحص دموي يسمى ديمر-دي. إذا كانت نتيجة هذا الاختبار سلبية وكان اختطار الإصابة بالانصمام الرئوي ضئيلًا، لا يُجرى تصوير الأوعية الرئوية المقطعي المحوسب أو غيره من الفحوصات الأخرى بشكل عام. يخضع معظم المرضى لتصوير الصدر بالأشعة السينية قبل طلب تصوير الأوعية الرئوية المقطعي المحوسب.
في البداية، بعد ظهور القلق من أن تصوير الأوعية الرئوية المقطعي المحوسب قد لا يُظهر الصمات الصغيرة، وجدت دراسة أجريت عام 2007 تقارن هذه التقنية مباشرةً بمسح التهوية/التروية، أن تصوير الأوعية الرئوية المقطعي المحوسب أظهرت عددًا أكبر من الصمات دون زيادة خطر حدوث مضاعفات طويلة الأمد مقارنةً بمسح التهوية/التروية. قد يوصى بإجراء مسح التهوية/التروية عند الحاجة إلى تقليل جرعة الإشعاع.

## مضادات الاستطباب
يعتبر تصوير الأوعية الرئوية المقطعي المحوسب غير مفضل أثناء الحمل بسبب كمية الإشعاع المؤين المطلوبة، والتي قد تؤدي إلى تلف الثديين، الذين يكونا حساسين بشكل خاص أثناء الحمل، وبسبب المخاوف من تأثيرات اليود على الغدة الدرقية للجنين. قد يوفر مسح التهوية/التروية جرعات إشعاعية أقل، ويمكن تكييفها لتقليل الجرعة بشكل أكبر عن طريق حذف جزء التهوية من الفحص. لذلك يوصى باستخدامها بشكل تفضيلي للمرضى الحوامل. تختلف الخوارزميات التشخيصية للانصمام الرئوي أثناء الحمل؛ ومع ذلك، الحل الوسط الشائع هو إجراء تصوير بالأمواج فوق الصوتية لنفي الخثار الوريدي العميق في الساقين، وإذا كان هذا الاختبار إيجابيًا، يجب تشخيص الانصمام الرئوي على أساس الأعراض ووجود خثار وريدي عميق. عندئذٍ لن يُجرى تصوير الأوعية الرئوية المقطعي المحوسب إلا إذا لم تتمكن الاختبارات الشاملة غير القائمة على الإشعاع من إجراء تشخيص إيجابي.
يُمنع استخدام تصوير الأوعية الرئوية المقطعي المحوسب في حالة الحساسية المعروفة أو المشتبه بها تجاه وسائط التباين أو في حال الفشل الكلوي (إذ يمكن أن تؤدي وسائط التباين إلى تدهور وظائف الكلى).

## تفسير النتائج
في تصوير الأوعية الرئوية المقطعي المحوسب، تمتلئ الأوعية الرئوية بمادة التباين وتظهر بيضاء. تبدو العيوب ضمن الكتلة (الصمة أو أي مادة أخرى مثل الدهون) داكنة اللون. في الحالة المثالية، يجب أن يكتمل الفحص قبل أن تصل مادة التباين إلى الجانب الأيسر من القلب والشريان الأبهر، لأن هذا قد يعني أن مادة التباين قد تسربت من الشرايين الرئوية، أو أنه يجب إعطاء جرعة أكبر من وسائط التباين.